# Dilemma (canción)
«Dilemma» —en español: «Dilema»— es una canción del rapero estadounidense Nelly y la cantante de R&B Kelly Rowland. El sencillo fue lanzado en 2002 en el álbum de estudio Nellyville de Nelly, y el álbum de debut Rowland Simply Deep. Fue escrita por los compositores Cornell Haynes Jr., Antoine Macon, Kenneth Gamble, Bunny Sigler y producida por BAM & Ryan. En el 50.º aniversario de la edición Hot 100 de la revista Billboard, la canción se ubicó en el número 64 de las canciones más calientes, mientras que a finales de 2009 se posicionó en la ubicación número 11 de canciones más exitosa de 2000 a 2009, en Billboard Hot 100 Songs of the Decade. La canción ganó un premio Grammy por Mejor Rap/Sung Collaboration en la edición 45 de dicha premiación. «Dilemma» se acredita internacionalmente con 16 certificaciones, y es el éxito más grande de Nelly y Rowland, como artista en solitario, hasta la fecha. El 2 de septiembre de 2013 la revista Billboard publicó su lista Hot 100 55th Anniversary: The All-Time Top 100 Songs donde se colocó en la posición #75.

## Antecedentes
Una vez Nelly regresó al estudio para grabar la canción, su visión cambió, con ganas de añadir una voz femenina en la misma. Al instante pensó en una de las chicas del Destiny's Child ella era, Kelly Rowland, a quien había conocido durante la gira TRL en 2001. Nelly llamó por teléfono a Rowland y esta estuvo de acuerdo. Después de unos días de grabación, "Dilema", concluyó.

## Lanzamiento
Una vez Nellyville fue lanzado en Estados Unidos el 25 de junio de 2002, en la radio empezaron a tocar "Dilemma". En julio de 2002, la canción alcanzó los diez primeros del Billboard Hot 100 sobre la base de su rotación en la radio. Esto llevó a Nelly para lanzarlo como segundo sencillo del álbum, aunque no era el plan original. El sencillo fue lanzado el 30 de julio de 2002. La decisión afectó a los planes iniciales para los miembros de Destiny's Child, donde tuvieron que darle una pausa para perseguir lanzamientos álbum en solitario de ellas tres. Como parte de su estrategia, álbumes de cada miembro serían escalonadas, Beyoncé Knowles lanzaría su álbum debut en octubre de 2002 y el álbum de Rowland prevista para principios de 2003. Su gestión reprogramar las fechas: Rowland finalmente lanzó su álbum debut como solista, Simply Deep, el 28 de octubre de 2002, por delante de Knowles, que la hizo moverse y hacer retroceder a su lanzamiento del álbum en una fecha junio de 2003. "Dilemma" fue lanzado como el primer sencillo del álbum, el cual sirvió como una hélice para su carrera en solitario.

## Recepción
"Dilemma" fue en general bien recibido por la crítica. Jason Birchmeier de Allmusic, señaló como una de las "mejores tres canciones" del álbum. En su revisión de Simply Deep, Caroline Sullivan de The Guardian escribió: "Gracias al dilema, una canción que prácticamente se quitó su ropa a Kelly Rowland, ya no es un vocalista menor que Beyoncé Knowles." 
"Dilema" fue nominado como Mejor Rap/Sung Collaboration y Grabación del Año en los Premios Grammy de 2003. Obtuvo el premio de Mejor Rap/Sung Collaboration en la edición premiación. La canción fue el sencillo número 22 más vendido de la década de 2000 en Reino Unido.

## Video
El video musical de "Dilemma" fue filmado en la calle Colonial, que forma parte de Universal Studios Backlot. Nelly en realidad puede ser visto sentado en las escaleras de la casa de Mary Alice Young, mientras que Rowland llega y se sienta en las escaleras de la casa Susan Mayer. Se puede ver en el fondo durante las tomas nocturnas de Rowland y Nelly bailar juntos y se ven las casas de Gabrielle Solís, Martha Huber y Aida Greenberg. Además, se puede ver parte de la casa de Bree Van De Kamp. 
Patti LaBelle también juega un papel en el video musical, como la madre de Rowland. El video se estrenó en MTV Making the Video en septiembre de 2002.

## Posicionamiento
Es la canción más exitosa de la carrera de Nelly, dándole su primer número uno, en muchos países, como Reino Unido, Australia, Bélgica, Alemania, Irlanda, Países Bajos y Suiza."Dilemma" es el sencillo más exitoso de la carrera de Rowland, junto con el mundo hit "When Love Takes Over". No solo es más exitoso sencillo en solitario de Kelly en los EE. UU., sino también en el Reino Unido con 800.000 copias vendidas en noviembre de 2011.
| Listas (2002)                               | Mejor posición |
| ------------------------------------------- | -------------- |
| Australia Singles Chart                     | 1              |
| Austria Singles Chart                       | 2              |
| Belgian (Flanders) Singles Chart            | 1              |
| Belgian (Wallonia) Singles Chart            | 3              |
| Canadia Singles Chart                       | 3              |
| Danish Singles Chart                        | 2              |
| Dutch Top 40                                | 1              |
| Eurochart Hot 100                           | 1              |
| Finnish Singles Chart                       | 10             |
| French Singles Chart                        | 6              |
| German Singles Chart                        | 1              |
| Hungarian Singles Chart                     | 2              |
| Irish Singles Chart                         | 1              |
| Italia Singles Chart                        | 3              |
| New Zealand Singles Chart                   | 2              |
| Norwegian Singles Chart                     | 2              |
| Romania                                     | 75             |
| Swedish Singles Chart                       | 2              |
| Swiss Singles Chart                         | 1              |
| UK Singles Chart                            | 1              |
| U.S. Billboard Hot 100                      | 1              |
| U.S. Billboard R&B/Hip-Hop Singles & Tracks | 1              |
| U.S. Billboard Top 40 Mainstream            | 1              |

| Lista de fin de año (2002)       | Posición |
| -------------------------------- | -------- |
| Australian Singles Chart         | 4        |
| Austrian Singles Chart           | 45       |
| Belgian (Flanders) Singles Chart | 9        |
| Belgian (Wallonia) Singles Chart | 27       |
| Dutch Top 40                     | 33       |
| French Singles Chart             | 45       |
| Irish Singles Chart              | 5        |
| New Zealand Singles Chart        | 27       |
| Swiss Singles Chart              | 6        |
| UK Singles Chart                 | 4        |
| Lista de fin de año (2003)       | Posición |
| Australian Singles Chart         | 26       |
| Austrian Singles Chart           | 53       |
| Belgian (Flanders) Singles Chart | 66       |
| Belgian (Wallonia) Singles Chart | 56       |
| Swiss Singles Chart              | 71       |
| UK Singles Chart                 | 22       |